# Vitaliano Visconti
Pour les articles homonymes, voir Vitalien.
Vitaliano Visconti (né en 1618 à Milan, en Lombardie, et mort le 7 septembre 1671 à Monreale) est un cardinal italien du XVIIIe siècle.

## Biographie
Vitaliano Visconti est gouverneur des villes de Fano, Spolète, Viterbe et Pérouse. Il est auditeur à la Rote romaine et au Palais apostolique. Il est élu archevêque titulaire d'Éphèse (de) en 1664 et est envoyé comme nonce apostolique en Espagne.
Le pape Alexandre VII le crée cardinal in pectore lors du consistoire du 15 février 1666. Sa création est publiée le 7 mars 1667. Le cardinal Visconti ne participe pas au conclave de 1667, mais il participe au conclave de 1669-1670. Il est transféré à l'archidiocèse de Monreale en 1670.

## Succession apostolique
Vitaliano Visconti a ordonné les évêques suivants :
- Évêque Diego de Silva y Pacheco (es), O.S.B. (1668)
- Évêque Baltasar de los Reyes (en), O.S.H. (1668)
- Évêque Miguel de Cárdenas, O.Carm. (1668)
- Évêque Diego Sarmiento Valladares (es) (1668)
- Archevêque Francisco de Rois y Mendoza (es), O.Cist. (1668)
- Évêque Giovanni Battista Amati (1669)
- Évêque Jacobus Pedicini, C.R.M. (1669)